# Vuelta a La Rioja 2008
Die 48. Vuelta a La Rioja fand vom 25. bis 27. April 2008 statt. Das Radrennen wurde in drei Etappen über eine Distanz von 464,9 Kilometern ausgetragen. Es war Teil der UCI Europe Tour 2008 und in die Kategorie 2.1 eingestuft.

## Etappen
| Etappe    | Tag       | Start – Ziel                          | km    | Etappensieger          | Führender              |
| --------- | --------- | ------------------------------------- | ----- | ---------------------- | ---------------------- |
| 1. Etappe | 25. April | Autol – Calahorra                     | 146,4 | Francisco José Ventoso | Francisco José Ventoso |
| 2. Etappe | 26. April | Lardero – Santo Domingo de la Calzada | 154,6 | Diego Milán            | Anthony Geslin         |
| 3. Etappe | 27. April | Logroño – Logroño                     | 163,9 | Sergio Pardilla        | Manuel Calvente        |